# Нападовка (Хмельницкая область)
Нападовка (укр. Нападівка) — село в Староконстантиновском районе Хмельницкой области Украины.
Население по переписи 2001 года составляло 124 человек. Почтовый индекс — 31112. Телефонный код — 3854. Занимает площадь 0,692 км². Код КОАТУУ — 6824280705.

## Местный совет
31112, Хмельницкая обл., Староконстантиновский р-н, с. Березное